# Fredonia (Kansas)
Fredonia est une municipalité américaine, siège du comté de Wilson au Kansas. Lors du recensement de 2010, sa population est de 2 482 habitants.

## Géographie
Fredonia est située près des rives de la Fall River.
Selon le Bureau du recensement des États-Unis, la municipalité s'étend en 2010 sur une superficie de 2,45 milles carrés (6,35 km2), dont 0,01 mille carré (0,03 km2) d'étendues d'eau.

## Histoire

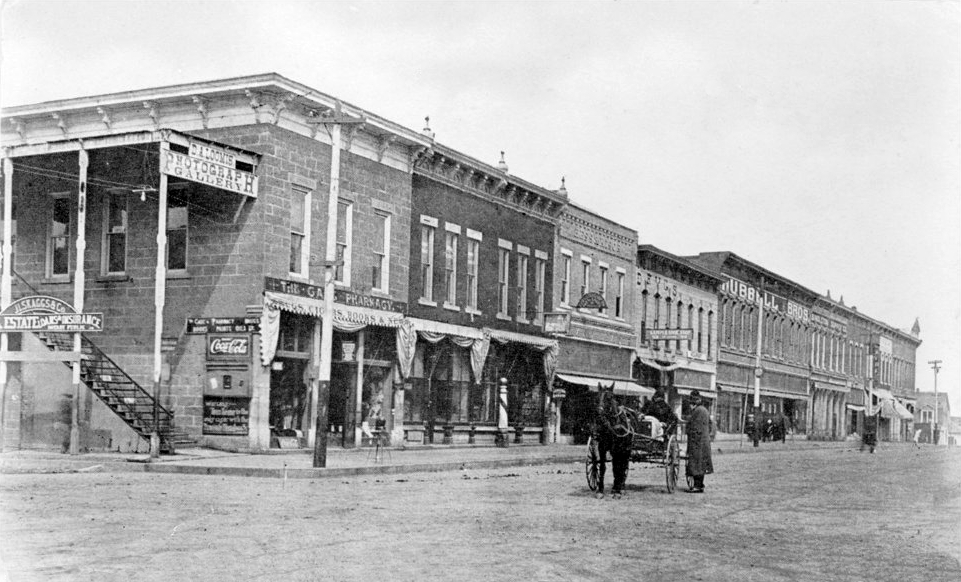
Fredonia en 1905.

Fredonia est fondée en 1868 lors de la construction de son premier bâtiment par le docteur J. J. Barrett. Elle supplante le bourg concurrent de Twin Mound, grâce à l'ouverture d'un bureau de poste, au mois d'août 1868. Elle est nommée d'après la ville de Fredonia dans l'État de New York.
Fredonia se développe particulièrement en 1870, lorsque les rumeurs veulent qu'elle devienne le siège du comté. Elle acquiert le statut de municipalité en 1871, et de siège de comté en 1874. Elle se trouve à l'intersection de plusieurs voies de chemin de fer : Missouri Pacific Railroad (nord/sud), Atchison, Topeka and Santa Fe Railway (nord-est/sud-ouest) et St. Louis-San Francisco Railway (est-ouest).
Le Gold Dust Hotel, construit vers 1884 dans un style italianisant, est inscrit au Registre national des lieux historiques. Il est le dernier hôtel de la ville datant du XIXe siècle. Figurent également dans le registre la maison du docteur Flack, construite en 1895 dans un style Queen Anne, et le bureau de poste de Fredonia, construit en 1935 et orné d'une sculpture Delivery of Mail to the Farm de Lenore Thomas de 1939.

## Démographie
Lors du recensement des États-Unis de 2010, Fredonia compte 2 482 habitants. L'âge médian y est de 40,5 ans (36,0 ans pour les hommes et 44,6 ans pour les femmes). Sa population est très largement blanche, mais comprend 3,2 % d'hispaniques, 2,1 % de métisses et 1,6 % d'amérindiens ; les autres minorités ne dépassent pas 1 % de la population.
La population de Fredonia est estimée à 2 264 habitants en 2018.